# Saint-Marc Girardin
Saint-Marc Girardin, pseudonimo di Marc Girardin (Parigi, 22 febbraio 1801 – Morsang-sur-Seine, 1º aprile 1873), è stato un politico e scrittore francese.
Dopo una brillante carriera universitaria a Parigi egli cominciò nel 1828 a contribuire al Journal des débats, rimanendo nello staff di quel giornale per quasi mezzo secolo. Dopo l'ascesa al potere di Luigi Filippo egli fu nominato professore di storia alla Sorbona e maestro di richieste al Conseil d'État. Poco dopo scambiò la sua cattedra di storia per una di poesia, continuando a scrivere articoli politici per il Débats, e sedendo come deputato alla camera dal 1835 al 1848.
Nel 1833 fu incaricato di studiare i metodi educativi tedeschi, e stese un rapporto sostenendo la necessità di metodi nuovi e di istruzione tecnica. Nel 1844 fu eletto membro dell'Académie Française.
Durante la rivoluzione del febbraio 1848 Girardin fu per un breve tempo ministro, ma dopo l'instaurazione della repubblica non fu rieletto deputato. Dopo la Guerra franco-prussiana era ritornato all'assemblea di Bordeaux dal suo vecchio département--l'Alta Vienne. Le sue tendenze orleaniste e le sue obiezioni sulla repubblica erano forti, e nonostante avesse all'inizio supportato Thiers, divenne poco dopo un leader dell'opposizione al presidente. Morì, comunque, il 1º aprile 1873 a Morsang-sur-Seine, prima che Thiers fosse effettivamente sollevato dalla sua posizione.
Il suo capolavoro è il suo Cours de littérature dramatique (1843-1863), una serie di lezioni meglio descritte dal loro secondo titolo De l'usage des passions dans le drame. L'autore esamina le passioni, discutendo il modo nel quale esse sono trattate nei drammi antichi e moderni, nella poesia e nel romanzo. Il libro è effettivamente una difesa degli antichi contro i moderni, e Girardin non tenne conto del fatto che solo il meglio della letteratura antica è stato tramandato fino a noi. Egli lottò instancabilmente contro i Romanticisti.
Tra le sue altre opere è il caso di segnalare Essais de littérature (2 vols. 1844), composto principalmente con articoli scritti per Débats, il suo Notices sur l'Allemagne (1834), e molti volumi di Souvenirs, Réflexions, ecc., sui paesi stranieri e gli eventi passati. I suoi ultimi lavori di interesse letterario sono La Fontaine et les Fabulistes (1867) e un Étude sur J.-J. Rousseau (1870) apparso nel Revue des deux mondes.